# Skogsslätskivling
Skogsslätskivling (Psilocybe phyllogena) är en svampart som först beskrevs av Peck, och fick sitt nu gällande namn av Peck 1912. Skogsslätskivling ingår i släktet slätskivlingar och familjen Strophariaceae.  Arten är reproducerande i Sverige. Inga underarter finns listade i Catalogue of Life.